# Andreas Buck
Andreas Buck (Geislingen an der Steige, 29 dicembre 1967) è un ex calciatore tedesco.

## Carriera
Dopo essere cresciuto nel Kirkheim/Teck, nel 1988 passa al Friburgo dove rimane per due stagioni.
Nel 1990 viene ceduto allo Stoccarda dove alla seconda stagione vince la Bundesliga e poi la Supercoppa di Germania.
Nel 1997 viene acquisito dal Kaiserslautern che da neopromosso riesce a vincere la Bundesliga 1998. Lascia il club nel 2002 per giocare una stagione nel Magonza, prima di chiudere la carriera nel 2003 all'Eintracht Bad Kreuznach.

## Palmarès
- Campionato tedesco: 2

Stoccarda: 1991-1992
Kaiserslautern: 1997-1998
- Supercoppa di Germania: 1

Stoccarda: 1992